# جوبيتر وآيو
جوبيتر وآيو هي لوحة من رسم الفنان الإيطالي أنطونيو دا كوريدجو بحيث تعود إلي عصر النهضة الأوربي تعود هذه اللوحة للقرن السادس عشر الميلادي و تُؤرخ تقريباًَ بين عامي 1532 و 1533 م . و هي محفوظة الآن في متحف تاريخ الفنون في العاصمة النمساوية فيينا . 

## تاريخ
تم تصور سلسلة لوحات حب جوبيتر بعد نجاح الكبير الذي حققته لوحة فينوس و كيوبيد مع الساتير . حيث رسم أنطونيو كوريجيو أربع لوحات أُخري .
في الطبعة الأولى من كتاب حيوات أكثر الرسامين , النحاتين والمهندسين المعماريين تميزاً للكاتب عصر النهضة جورجيو فاساري حيث يذكر الكاتب سيرة الفنان الراحل و يشير إلي لوحتين اثنتين فقط من لوحات الأخير ، وهما ليدا و البجعة (محفوظة في متحف الفن الألماني ، برلين ) فينوس الواحدة (يُفترض أنها دانا حاليًا و هي لوحة محفوظة و تُعرض في معرض بورغيزي في روما ) كان يعرفهم فقط من الأوصاف التي قدمها جوليو رومانو . يذكر فاساري أن المفوض ، الدوق فيديريكو غونزاغا الثاني ، أراد التبرع بالأعمال للإمبراطور وملك إسبانيا تشارلز الخامس : أن العملين الآخرين ، غانيميد الذي اختطفه النسر وجوبيتر وآيو ، كانا في إسبانيا خلال القرن السادس عشر. كانوا جزءًا من نفس السلسلة. اقترح مؤرخ الفن البريطاني سيسيل جولد أن فيديريكو كلف آيو و غانيميد لنفسه ، وأنه لم يتم التنازل عنهما إلى تشارلز الخامس إلا بعد وفاة الدوق عام 1540 ، ربما بمناسبة زواج ابن الملك فيليب الثاني ؛  المفترضة الأخرى التي فيديريكو أمرهم بوضعها في غرفة أوفيد في كتابه قصر ديل تي . 
ظلت اللوحة موجودة في فيينا منذ أوائل عام 1610 م ، عندما تم ذكرها في مجموعات هابسبورغ الإمبراطورية مع جانيميد و ظلت متواجدة هناك حتّى عصرنا الحالي . 

## وصف
مشهد اللوحة مستوحي من قصة جوبيتر و آيو للشاعر الروماني أوفيديوس الكلاسيكية من كتابه الـتحولات . حيث تم ذكر بأن آيو ، هي ابنة إيناتشوس ، أول ملوك أرغوس ، حيث قام جوبيتر ( زيوس باليونانية) بإغوائها ، حيث أختبئ خلف الكثبان الرملية لتجنب إيذاء زوجته الغيورة جونو ( هيرا باليونانية). غالبًا ما تم إغراء جوبيتر للعديد من النساء الأخريات قام بالتحول إلي أشكال مختلفة من أجل تغطية مغامراته الجنسية و خيانته لزوجته ، فمرة يتخذ شكل بجعة ، مرة أخرى للنسر ، وفي هذه اللوحة لم يتحول إلي شيئًا آخر مميز بقدر ما يخفي نفسه في شكل سحابة مظلمة ، على الرغم من ضوء النهار الساطع. إنه يحتضن الحورية ، ووجهه بالكاد يظهر فوق وجهها. إنها تسحب يد جوبيتر الغامضة الدخانية تجاه نفسها بالكاد؛ هذه لوحة حسية تصور واحدة من العديد من أحب الإله الروماني في الواقع ، أراد دوق مانتوا ، فيديريكو غونزاغا ، وضع اللوحة والقطع المرافقة لها في غرفة مخصصة تحت أسم حب جوبيتر.
وتجدر الإشارة إلى التناقض بين الشكل الزائل لجوبيتر غير المادي ، والجوهر الحسي لجسم أيو ، الذي يظهر ضائعًا في نشوة شهوانية تم توقعها في أعمال كل من برنيني وروبنز .